# 삼아제약
삼아제약은 1945년 설립된 대한민국의 완제 의약품 제조업체이다. 소아청소년과 의약품들을 중점적으로 양산하는 기업이다.

## 연혁
- 1945년 10월 보건제약소 창립
- 1963년 3월 허억 대표이사 취임
- 1966년 3월 삼아약품공업사로 회사명 변경
- 1974년 1월 의왕공장 준공 (경기도)
- 1974년 10월 삼아약품공업주식회사로 회사명 변경
- 1990년 1월 중앙연구소 설립
- 1990년 9월 일본 코와社 개발을 한 유아용 피부연고제 리도멕스 출시하였다
- 1993년 5월 독자기술로 개발을 한 어린이 종합영양제 노마에프츄정 출시하였다
- 1994년 11월 서울사무소 이전
- 2000년 7월 코스닥 등록
- 2001년 3월 한방성분이 더 보강되는 노마골드 재출시
- 2006년 1월 허준 대표이사 취임
- 2007년 1월 삼아제약주식회사로 회사명 변경
- 2009년 1월 문막공장 준공 (원주)

## 제품
- 노마(노마골드,노마츄정,노마에프구미,노마메가팩트)
- 코코페디시럽(구,코코시럽)
- 리도멕스 (제조의뢰원 : 한국콜마 및 원료공급원 : 한국코와주식회사)
- 다이오친에프
- 탄툼베르데네뷸라이저 (원료 및 기술제휴 : 이탈리아, ANGELINI)

## 판매 중단 제품
- 유모-루(JAPAN)
- 로덴-F
- 아루스연고
- 겔파스
- 아루스-A/아루스 혿파우더/아루스액
- 루나시렆
- 바리두스시럽
- 피페믹캅셀
- 스테노렉스캅셀
- 페브론정
- 스테노렉스산
- 탁시캄
- 식보
- 스마엘